# Députés de l’arrondissement de Mons-Borinage
L’arrondissement de Mons-Borinage pour la chambre des représentants  a été instauré en 1831 et est resté d’application jusqu’à la réforme des circonscriptions électorales  votée en 1993. 
Cet arrondissement est actuellement utilisé pour l’élection de 6 députés au Parlement de Wallonie.
La date reprise pour le début du mandat est celle de la prestation de serment et non pas celle de l’élection.
| Nom                          |  | Parti                    | durée du mandat                                                         |
| Albert L’Allemand            |  | Parti Social Indépendant | 18 avril 1961-23 mai 1965                                               |
| Arthur Bastien               |  | POB                      | 13 novembre 1894-27 mai 1900 puis 24 juillet 1912-6 février 1918        |
| Gustave Bastien              |  | POB                      | 10 décembre 1919-20 novembre 1921                                       |
| Yvon Biefnot                 |  | PSB puis PS              | 5 mai 1977-21 mai 1995                                                  |
| Alfred Bonjean               |  | PSB                      | 8 novembre 1951-1er juin 1958                                           |
| Jean Bouilly                 |  | POB                      | 20 décembre 1932-24 mai 1936                                            |
| Alphonse Brenez              |  | POB                      | 27 novembre 1894- 26 mai 1929                                           |
| Marcel Busieau               |  | PSB                      | 27 avril 1954-mai 1956                                                  |
| Léo Collard                  |  | POB puis PSB             | 20 décembre 1932-7 novembre 1971                                        |
| Georges Cordier              |  | PCB                      | 13 avril 1939- 8 décembre 1941                                          |
| Pierre Couneson              |  | PSC                      | 12 juillet 1949-4 juin 1950                                             |
| Jacqueline Croquet           |  | PRL                      | 20 décembre 1984- 13 octobre 1985                                       |
| Gustave Debersé              |  | Parti catholique         | 12 novembre 1929-27 novembre 1932 puis 23 juin 1936-17 février 1946     |
| Alfred Defuisseaux           |  | POB                      | 13 novembre 1894- 11 novembre 1901                                      |
| Léon Defuisseaux             |  | POB                      | 13 novembre 1894-27 mai 1900                                            |
| Raoul Defuisseaux            |  | PSB                      | 20 septembre 1944-26 juin 1949                                          |
| Achille Delattre             |  | POB puis PSB             | 6 décembre 1921-11 avril 1954                                           |
| Victor Delporte (1855-1914)  |  | Parti catholique         | 20 juillet 1900-29 mai 1904 et 10 juin 1908-21 mars 1914                |
| Victor Delporte              |  | PSC                      | 25 novembre 1971-10 mars 1974                                           |
| Marcelin Demoulin            |  | PCB                      | 8 mars 1946- 26 juin 1949                                               |
| Henri Deruelles              |  | PSB                      | 20 juin 1950-26 mars 1961 et 23 avril 1968-17 décembre 1978             |
| Joseph Louis Descamps        |  | Parti libéral            | 8 novembre 1904-24 mai 1908                                             |
| Noella Dinant                |  | PCB                      | 22 novembre 1972-17 avril 1977 et 11 janvier 1979-8 novembre 1981       |
| Elio Di Rupo                 |  | PS                       | 5 janvier 1988-juillet 1989                                             |
| Didier Donfut                |  | PS                       | 27 juillet 1989-24 novembre 1991                                        |
| Marc Drumaux                 |  | PCB                      | 18 avril 1961- novembre 1972                                            |
| Adolphe Ducobu               |  | PSC                      | 28 mars 1974-11 février 1979                                            |
| Fernand Ducobu               |  | PSC                      | 27 mai 1971-7 novembre 1971                                             |
| Jules Dufrane-Friart         |  | Parti libéral            | 18 juillet 1900- 29 mai 1904                                            |
| Juvénal Gandibleux           |  | PCB                      | 23 juin 1936-2 avril 1939                                               |
| Louis Goblet                 |  | POB                      | 20 décembre 1932-10 avril 1941                                          |
| Léon Hannotte                |  | PLP                      | 10 juin 1965-février 1978                                               |
| Yvon Harmegnies              |  | PS                       | 27 novembre 1981-21 mai 1995                                            |
| Alphonse Harmignie           |  | Parti catholique         | 18 juillet 1900-20 novembre 1921                                        |
| Maurice Lafosse              |  | PS                       | 27 novembre 1981-13 octobre 1985                                        |
| André Lagneau                |  | PRL                      | 31 octobre 1985-13 décembre 1987                                        |
| Octave Lebas                 |  | PSC                      | 18 juin 1958-23 mai 1965                                                |
| René Leclercq                |  | Parti libéral            | 12 juillet 1949-11 avril 1954                                           |
| Robert Leclercq (1926-1983)  |  | PSB puis PS              | 5 mai 1977-8 novembre 1981                                              |
| Jules Levecq                 |  | PCB                      | 20 septembre 1944- 17 février 1946                                      |
| Jean-Pierre Levecq           |  | RW                       | 28 mars 1974-17 avril 1977                                              |
| Albert Liénard               |  | PSC                      | 3 avril 1979-21 mai 1995                                                |
| Roger de Looze               |  | Parti libéral            | 18 juin 1958-26 mars 1961                                               |
| Victor Maistriaux            |  | Parti libéral            | 18 juillet 1933-17 février 1946                                         |
| Désiré Maroille              |  | POB                      | 13 novembre 1894-12 juillet 1919                                        |
| Fulgence Masson              |  | Parti libéral            | 8 novembre 1904-17 juin 1933                                            |
| Jacques Mévis                |  | PRL                      | 10 juin 1983- 19 décembre 1984                                          |
| Jean-Paul Émile Léon Moerman |  | PRL-FDF                  | 1995-2001                                                               |
| Camille Moury                |  | POB                      | 29 juillet 1919- 6 février 1924                                         |
| Arthur Nazé                  |  | PSB                      | 29 mai 1956-10 mars 1974                                                |
| Louis Pépin                  |  | POB                      | 19 novembre 1901-27 novembre 1932                                       |
| Louis Piérard                |  | POB puis PSB             | 10 décembre 1919-2 novembre 1951                                        |
| Henri Roger                  |  | POB                      | 14 novembre 1894-27 mai 1900                                            |
| Edouard Servais              |  | Parti catholique         | 24 mars 1914-16 novembre 1919                                           |
| Ignace Sinzot                |  | Parti catholique         | 6 décembre 1921-24 mai 1936                                             |
| Jean Terfve                  |  | PCB                      | 8 mars 1946- 1er juin 1958                                              |
| Roger Toubeau                |  | PSB                      | 27 avril 1954-31 mars 1968                                              |
| Michel Tromont               |  | PRL                      | 28 février 1978-mai 1983                                                |
| Robert Urbain                |  | PSB puis PS              | 25 novembre 1971-21 mai 1995                                            |
| Yves Urbain                  |  | PSC                      | 10 juin 1965-21 mai 1971                                                |
| Philibert Verdure            |  | POB                      | 18 décembre 1918-16 novembre 1919 puis 12 février 1924-27 novembre 1932 |
| Jean-Pierre Viseur           |  | Ecolo                    | 16 décembre 1991-21 mai 1995                                            |
| Hilaire Willot               |  | PSC                      | 8 mars 1946-23 mai 1965                                                 |

## Source
- Documents Parlementaires, Chambre des représentants,